# Collection 1991–2002
Collection 1991–2002 är ett samlingsalbum från 2002 av Louise Hoffsten.

## Låtlista
| Nr           | Titel                      | Längd   |
| ------------ | -------------------------- | ------- |
| 1.           | Sockerkompis               | 3:42    |
| 2.           | Deala med din djävel       | 3:35    |
| 3.           | Let the Best Man Win       | 4:50    |
| 4.           | Hit Me With Your Lovething | 3:04    |
| 5.           | Dance on Your Grave        | 4:40    |
| 6.           | Nowhere in This World      | 4:26    |
| 7.           | Sucker                     | 4:22    |
| 8.           | Never Gonna Be Your Lady   | 4:32    |
| 9.           | Padded Bra                 | 4:05    |
| 10.          | Sweet Poison               | 4:17    |
| 11.          | Miracle                    | 4:03    |
| 12.          | Nice Doin' Business        | 3:46    |
| 13.          | Explain It to My Heart     | 4:39    |
| 14.          | Seduction of Sweet Louise  | 3:52    |
| 15.          | Warm and Tender Love       | 4:20    |
| 16.          | Healing Rain               | 3:44    |
| 17.          | The Only Thing I Got       | 1:11    |
| Total längd: | Total längd:               | 1:07:08 |